# District de Saint-Junien
Le district de Saint-Junien est une ancienne division territoriale française du département de la Haute-Vienne de 1790 à 1795.
Il était composé des cantons de Saint Junien, Oradour, Rochechouart, Saint Laurent, Saint Mathieu et Saint Victurnien.